# Edward Griffith
Pour les articles homonymes, voir Griffith.
Ne doit pas être confondu avec Edward H. Griffith.
Edward Griffith est un naturaliste et huissier britannique, né en 1790 et mort en 1858.
Il est l'auteur de General and Particular Descriptions of the Vertebrated Animals (1821) et a traduit le  Règne animal de Georges Cuvier, auquel il a fait de considérables ajouts (1827-1835).